# Nerežišća
Nerežišća so naselje na otoku Brač na Hrvaškem, ki je središče občine Nerežišća; le-ta pa spada pod Splitsko-dalmatinsko županijo. Občina obsega še naselji Donji Humac in Dračevica.
Nerezišča (tudi Nerežišće) so največje naselje in križišče cest v notranjosti otoka. Ležijo v podnožju Smiljnog brda (497 m), 10 km južno od Supetra. V bližini naselja, na Nerežiškom polju, so prazgodovinske gomile in ostanki iz rimske dobe. Ne daleč stran od naselja stoji starokrščanska cerkev sv. Tudorja prezidana na prehodu iz  12. stoletja v 13. stoletje in romansko - gotski cerkvici sv.Jurja in sv. Nikole, ter župnijska cerkev iz 13. stoletja prezidana v 16. stoletju, novo pročelje in zvonik pa sta iz leta 1746. V naselju stojijo tudi gotska cerkvici sv. Margarite in sv. Petra, hiša družine Grafulić in renesančna palača družine Harašić. V župnijski cerkvi je velik renesančni leseni oltar, več baročnih slik ter orgle iz leta 1753.

## Demografija
| Pregled števila prebivalcev po letih | Pregled števila prebivalcev po letih | Pregled števila prebivalcev po letih | Pregled števila prebivalcev po letih | Pregled števila prebivalcev po letih | Pregled števila prebivalcev po letih | Pregled števila prebivalcev po letih | Pregled števila prebivalcev po letih | Pregled števila prebivalcev po letih | Pregled števila prebivalcev po letih | Pregled števila prebivalcev po letih | Pregled števila prebivalcev po letih | Pregled števila prebivalcev po letih | Pregled števila prebivalcev po letih | Pregled števila prebivalcev po letih |
| ------------------------------------ | ------------------------------------ | ------------------------------------ | ------------------------------------ | ------------------------------------ | ------------------------------------ | ------------------------------------ | ------------------------------------ | ------------------------------------ | ------------------------------------ | ------------------------------------ | ------------------------------------ | ------------------------------------ | ------------------------------------ | ------------------------------------ |
| 1857                                 | 1869                                 | 1880                                 | 1890                                 | 1900                                 | 1910                                 | 1921                                 | 1931                                 | 1948                                 | 1953                                 | 1961                                 | 1971                                 | 1981                                 | 1991                                 | 2001                                 |
| 1218                                 | 1425                                 | 1464                                 | 1726                                 | 1880                                 | 1688                                 | 1914                                 | 1131                                 | 926                                  | 848                                  | 790                                  | 711                                  | 721                                  | 700                                  | 606                                  |